# Razès
Razès é uma comuna francesa na região administrativa da Nova Aquitânia, no departamento de Alto Vienne. Estende-se por uma área de 24,14 km². Em 2010 a comuna tinha 1 175 habitantes (densidade: 48,7 hab./km²).